# Ernst Wagner-Hohenlobbese
Ernst Adolf Albert Ferdinand Wagner-Hohenlobbese (* 15. Januar 1866 in Hohenlobbese; † 29. März 1935 in Görlitz) war ein deutscher Sportschütze.

## Biografie
Ernst Wagner-Hohenlobbese belegte bei den Olympischen Sommerspielen 1908 in London im Freien Gewehr über 1000 Yards den 49. Rang.